# Oric (computer)

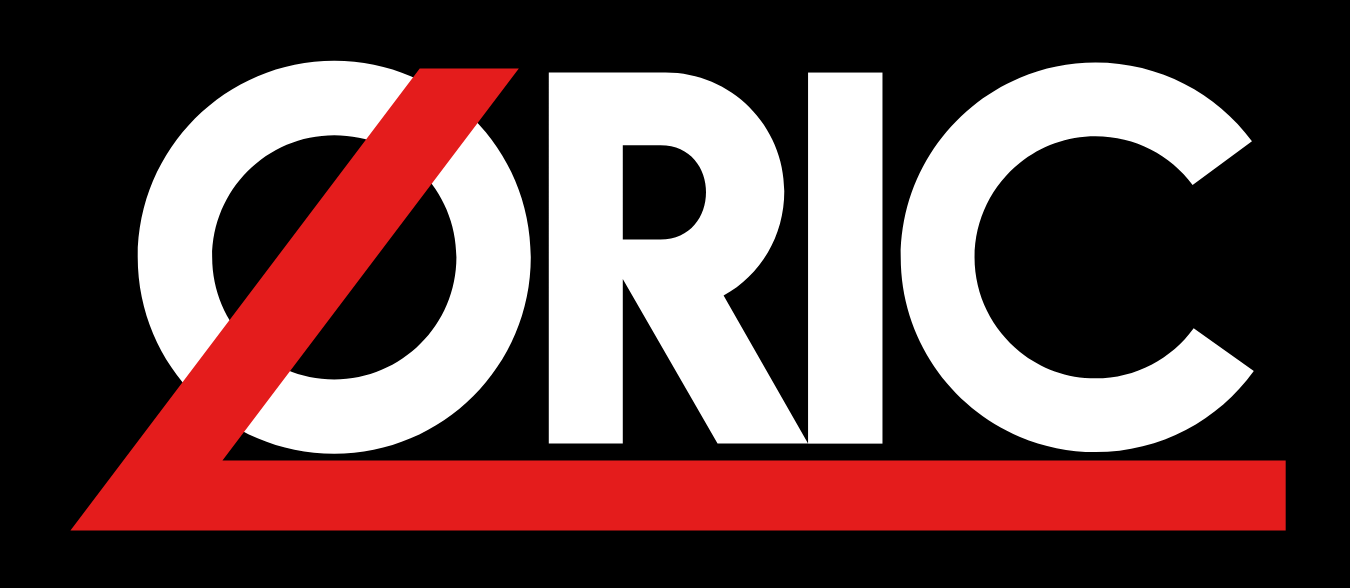
Oric logo

Oric was een merk van homecomputers dat in de jaren 80 werd verkocht door Tangerine Computer Systems. Tangerine was gevestigd in het Verenigd Koninkrijk en verkocht zijn computers voornamelijk in Europa. Alle computers in de Oric-lijn waren gebaseerd op de MOS 6502A-microprocessor.

## Geschiedenis
Door het succes van de ZX Spectrum van Sinclair Research wilden de financiers van Tangerine ook een homecomputer op de markt brengen. Daarop richtte Tangerine Oric Products International Ltd op om de Oric-1 te ontwikkelen. De computer werd in 1982 geïntroduceerd.  In 1983 werden er ongeveer 160.000 exemplaren verkocht in het Verenigd Koninkrijk plus nog eens 50.000 in Frankrijk, waar het de bestverkochte machine van het jaar was. Dit resulteerde in de overname van Oric en de financiering van een opvolger, de Oric Atmos uit 1984.
In 1985 kwam Oric in handen van het Franse bedrijf Eureka, dat eind 1986 de minder succesvolle Oric Telestrat produceerde. Oric werd ontbonden in 1987. In Oost-Europa werden legale klonen van Oric-machines geproduceerd tot in de jaren 90.

## Modellen

### Oric-1
De Oric-1 werd geïntroduceerd in september 1982 en was gebaseerd op een 1 MHz MOS Technology 6502-microprocessor. De computer was verkrijgbaar in een 16 KB of een 48 KB RAM-variant, overeenkomend met de modellen die beschikbaar waren voor de populaire ZX Spectrum en was iets goedkoper dan de 48 KB-versie van de Spectrum.
Het ontwerp van het moederbord vereiste 8 geheugenchips, één chip per datalijn van de CPU. Omdat 8 KB-geheugenchips gemakkelijk verkrijgbaar waren heeft het 48 KB-model 8× 8 KB-chips, wat een totaal van 64 KB oplevert. Standaard was er slechts 48 KB beschikbaar voor de gebruiker, de bovenste 16 KB werd gemaskeerd door de ROM die BASIC bevatte. Het optionele diskettestation bevatte extra hardware waarmee de ROM kon worden in- of uitgeschakeld, wat effectief 16 KB RAM aan de machine toevoegde. Dit extra geheugen werd door het systeem gebruikt om de Oric DOS-software op te slaan.
De Oric-1 had een AY-3-8910 geluidschip, een Centronics-compatibele printerinterface en een semi-custom ASIC die twee grafische modi bood en die ook de interface tussen de processor en het geheugen beheerde. Verder beschikte het systeem over een ingebouwde televisie-RF-modulator en een RGB-uitgang. Een standaard cassetterecorder kon gebruikt worden voor externe opslag. 

### Oric Atmos
Eind 1983 werd externe financiering gezocht voor de verdere ontwikkelingen van Oric, wat uiteindelijk leidde tot een verkoop aan Edenspring Investments PLC. Met het geld van Edenspring werd de Oric Atmos ontwikkeld, die een verbeterd toetsenbord en een bijgewerkte V1.1 ROM had. Kort na de introductie van de Atmos in februari 1984 werden de modem, printer en het diskettestation die oorspronkelijk waren beloofd voor de Oric-1 aangekondigd en eind 1984 uitgebracht.
Na de release van de Atmos-machine werd een modificatie voor de Oric-1 aangeboden en geadverteerd in tijdschriften en bulletinboards. Deze modificatie stelde Oric-1-gebruikers in staat om een tweede ROM (met het Oric Atmos-systeem) te installeren in een extra ROM-socket op het moederbord van de Oric-1. Vervolgens konden de gebruikers met behulp van een schakelaar wisselen tussen de nieuwe Oric Atmos ROM en de originele Oric-1 ROM. Dit was interessant omdat de bijgewerkte ROM van de Atmos wijzigingen bevatte waar sommige computerspellen afhankelijk van waren.

### Oric Stratos en Oric Telestrat
Hoewel Oric International ondertussen in slechte papieren zat, kondigden ze in februari 1985 verschillende nieuwe modellen aan waaronder de Oric Stratos. Ondanks dat het bedrijf onder curatele stond, werd Oric overgenomen door het Franse bedrijf Eureka, dat de Stratos bleef produceren, gevolgd door de Oric Telestrat eind 1986.
De Stratos en Telestrat verhoogden het RAM-geheugen tot 64 KB en voegden meer poorten toe, maar behielden dezelfde processor en grafische en geluidshardware als de Oric-1 en Atmos.
De Telestrat was een op telecommunicatie gerichte machine die in Frankrijk gebruikt kon worden als Minitelapparaat. De computer werd standaard geleverd met een diskettestation en kon alleen aangesloten worden op een RGB-monitor/tv. De machine is achterwaarts compatibel met de Oric-1 en Oric Atmos door gebruik te maken van een cartridge. De meeste software is in het Frans, inclusief de foutmeldingen van Hyper-BASIC. Er werden ongeveer 6000 exemplaren verkocht in Frankrijk.
In december 1987, na de aankondiging van de Telestrat 2, ging Oric International voor de tweede en laatste keer failliet.

## Klonen
In Oost-Europa werden verschillende legale Atmos-klonen geproduceerd.
In Joegoslavië werd de Atmos gelicentieerd en verkocht als Nova 64. Het enige verschil was het logo dat "ORIC NOVA 64" aangaf in plaats van "Oric Atmos 48K". Dit is om de geïnstalleerde 64 KB RAM aan te geven (wat ook gold voor de Atmos), waarvan 16 KB bij het opstarten door de ROM gemaskeerd werd, waardoor er 48 KB overbleef voor de gebruiker.

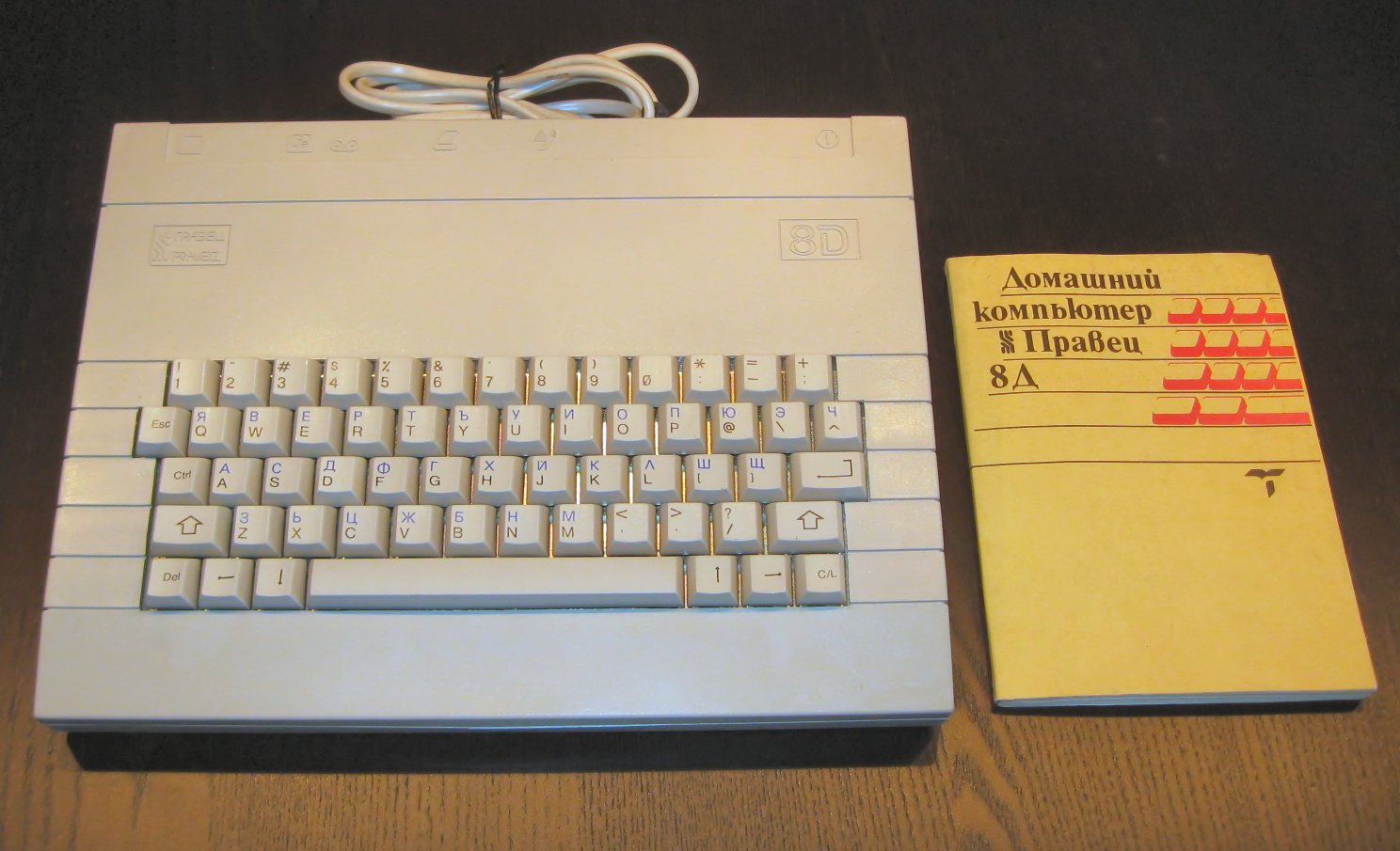
Pravetz 8D

In Bulgarije werd tussen 1985 en 1991 de Pravetz 8D geproduceerd, eveneens een Atmos-kloon. De Pravetz is volledig hardware- en softwarecompatibel met de Oric Atmos. De grootste verandering aan de hardwarekant is de grotere witte behuizing die een comfortabel mechanisch toetsenbord en een geïntegreerde voeding herbergt. De BASIC ROM is gepatcht om zowel een West-Europees als Cyrillisch alfabet te bevatten: de hoofdlettertekenset produceert West-Europese tekens, terwijl kleine letters Cyrillische letters opleveren. Om het gebruik van de twee alfabetten te vergemakkelijken, is de Pravetz 8D uitgerust met een Caps Lock-toets.